# Hoa hậu Hoàn vũ 2014
Hoa hậu Hoàn vũ 2014 là cuộc thi Hoa hậu Hoàn vũ lần thứ 63 diễn ra vào ngày 25 tháng 1 năm 2015 tại FIU Arena ở Miami, Florida, Hoa Kỳ. Người chiến thắng của cuộc thi là Paulina Vega, đại diện của đất nước Colombia được trao vương miện bởi Hoa hậu Hoàn vũ 2013 Gabriela Isler đến từ Venezuela.
Cuộc thi có tổng cộng 88 thí sinh tranh tài. Năm nay, một vương miện mới đã được sản xuất bởi Diamonds International Corporation, nhà tài trợ trang sức chính thức mới nhất của Tổ chức Hoa hậu Hoàn vũ. Đây là cuộc thi Hoa hậu Hoàn vũ cuối cùng được phát sóng trên NBC và là ấn bản cuối cùng mà Donald Trump là chủ sở hữu.

## Kết quả

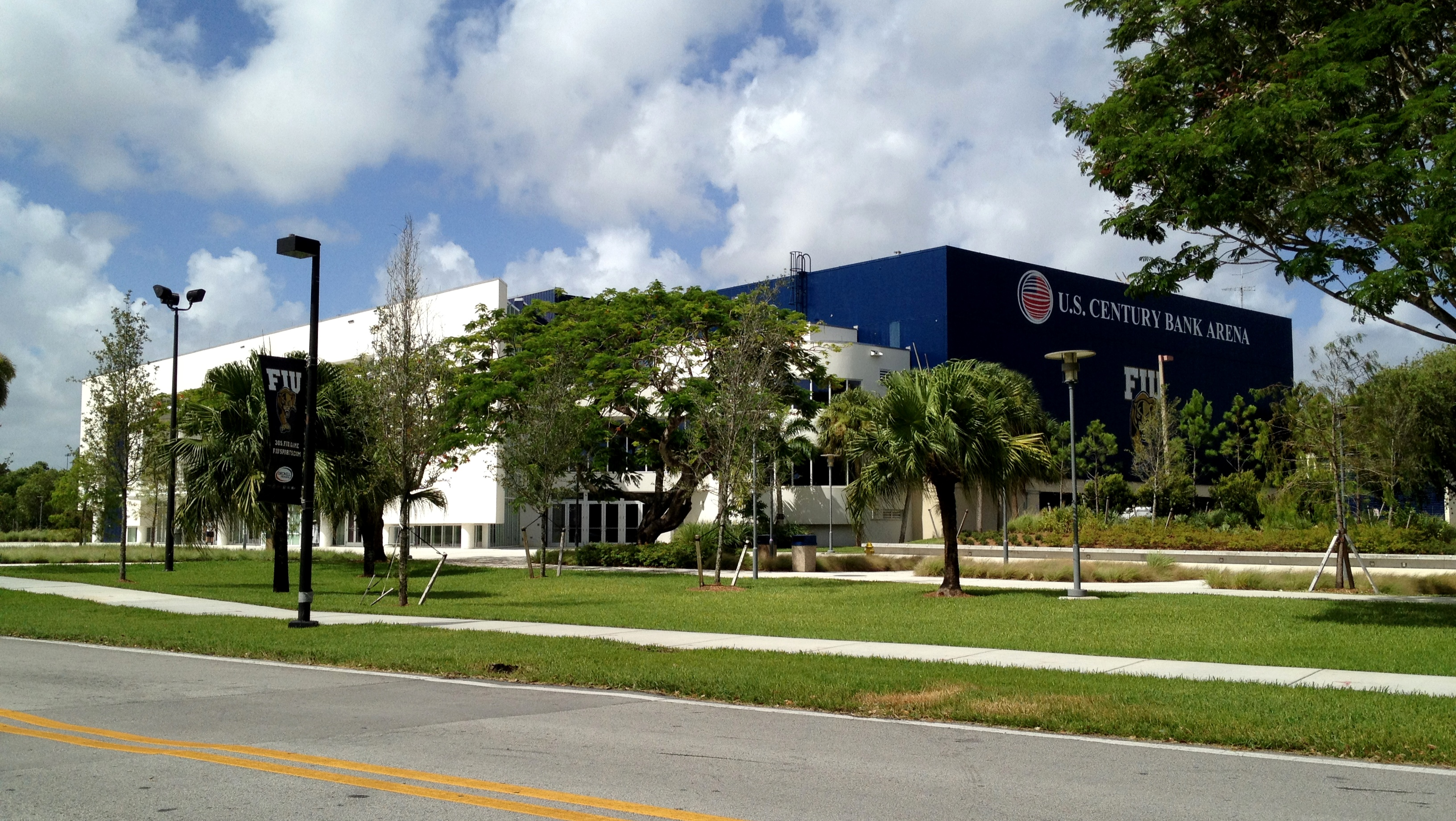
FIU Arena, địa điểm chính thức diễn ra cuộc thi Hoa hậu Hoàn vũ 2014.

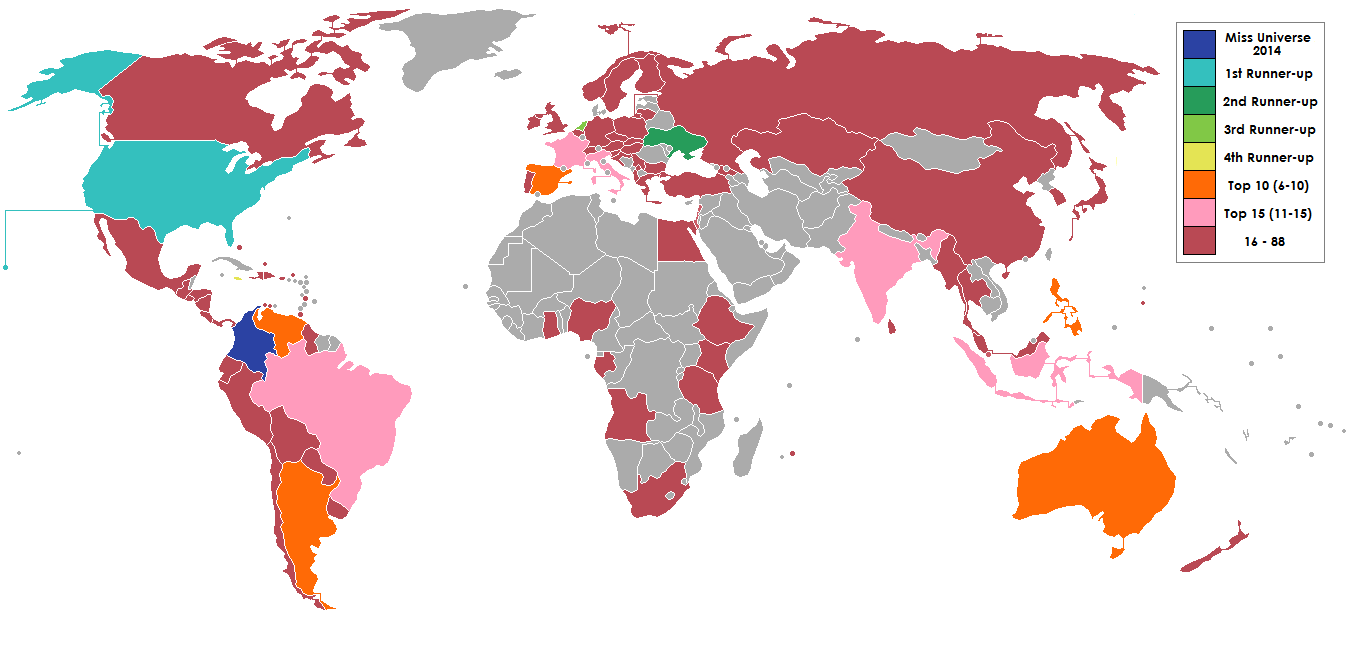
Các quốc gia và vùng lãnh thổ tham dự cuộc thi Hoa hậu Hoàn vũ 2014 và kết quả

### Thứ hạng
| Kết quả              | Thí sinh |
| -------------------- | --- |
| Hoa hậu Hoàn vũ 2014 | - Colombia – Paulina Vega |
| Á hậu 1              | - Hoa Kỳ – Nia Sanchez |
| Á hậu 2              | - Ukraine – Diana Harkusha |
| Á hậu 3              | - Hà Lan – Yasmin Verheijen |
| Á hậu 4              | - Jamaica – Kaci Fennell |
| Top 10               | - Argentina – Valentina Ferrer - Úc – Tegan Martin - Philippines – Mary Jean Lastimosa - Tây Ban Nha – Desirée Cordero Ferrer - Venezuela – Migbelis Castellanos |
| Top 15               | - Brazil – Melissa Gurgel - Pháp – Camille Cerf - Ấn Độ – Noyonita Lodh - Indonesia – Elvira Devinamira - Ý – Valentina Bonariva                                 |

### Các giải thưởng đặc biệt

#### Trang phục dân tộc đẹp nhất
| Kết quả     | Thí sinh |
| ----------- | --- |
| Chiến thắng | - Indonesia – Elvira Devinamira                                                                             |
| Top 5       | - Argentina – Valentina Ferrer - Canada – Chanel Beckenlehner - Đức – Josefin Donat - Ấn Độ – Noyonita Lodh |

#### Các giải thưởng khác
| Giải thưởng        | Thí sinh                         |
| ------------------ | -------------------------------- |
| Hoa hậu Thân thiện | - Nigeria – Queen Celestine      |
| Hoa hậu Ảnh        | - Puerto Rico – Gabriela Berrios |

### Thứ tự gọi tên
| 1. Colombia 2. Ý 3. Ấn Độ 4. Pháp 5. Hoa Kỳ 6. Indonesia 7. Venezuela 8. Tây Ban Nha 9. Philippines 10. Argentina 11. Jamaica 12. Ukraine 13. Brazil 14. Hà Lan 15. Úc | 1. Jamaica 2. Colombia 3. Ukraine 4. Argentina 5. Philippines 6. Tây Ban Nha 7. Hà Lan 8. Venezuela 9. Úc 10. Hoa Kỳ | 1. Hoa Kỳ 2. Hà Lan 3. Ukraine 4. Jamaica 5. Colombia |

## Nhạc nền
- Giới thiệu: "Uptown Funk" của Mark Ronson, Bruno Mars
- Mở màn cuộc thi: "Lalinea Mix" của LALINEA band (hát trực tiếp)
- Phần thi áo tắm: "Darte un Beso" và "Stuck on a Feeling" của Prince Royce (hát trực tiếp)
- Phần thi trang phục dạ hội: "Chains", "Teacher" và "Jealous (The Rooftop Boys Remix)" của Nick Jonas (hát trực tiếp)
- Nhìn lại Top 5:  "Finest Hour" và "Fire" của Gavin DeGraw (hát trực tiếp)

## Giám khảo

### Sơ khảo
- Lloyd Boston – Đạo diễn thời trang, người dẫn chương trình truyền hình và phóng viên trong chương trình "The Today Show" của đài NBC và "The Insider" của đài CBS.[2]
- Azucena Cierco – Nữ diễn viên Latin, người dẫn chương trình truyền hình và phóng viên đặc biệt của kênh Telemundo, đặc biệt tại "Un Nuevo Dia"[3].
- Jeneine Doucette-White – Giám đốc quản lý văn phòng tại "Access Hollywood" ở New York[4].
- Michelle McLean – Hoa hậu Hoàn vũ 1992 đến từ Namibia.
- Jimmy Nguyen – Chuyên gia giải trí và phương tiện truyền thông kỹ thuật số, người viết blog và cố vấn công nghệ[5].
- Corinne Nicolas – Chủ tịch Cơ quan Quản lý Người mẫu Trump[6].
- Tyler Tixier – Trưởng đội ngũ Hàng không Delta Air Lines, được mệnh danh là Hãng Hàng không Tốt nhất Thế giới[7].

### Chung kết
- Kristin Cavallari – Nữ diễn viên người Mỹ, nhân vật truyền hình, nhà thiết kế thời trang[8].
- William Levy – Người mẫu và diễn viên người Mỹ gốc Cuba, trước đây được mệnh danh là người đàn ông quyến rũ của tạp chí "People en Español's"[8].
- Manny Pacquiao – Nhà vô địch thế giới Boxing người Philippines[8][9].
- Louise Roe – Người dẫn chương trình truyền hình người Anh, nhà báo thời trang, chủ của "Plain Jane" của MTV International, "Fit for Fashion" của STAR World Asia.
- Lisa Vanderpump – Ngôi sao của "The Real Housewives of Beverly Hills".
- Emilio Estefan – Nhạc sĩ và nhà sản xuất.
- DeSean Jackson – Cầu thủ bắt bóng của đội bóng bầu dục nổi tiếng "Washington Redskins".
- Nina Garcia – Giám đốc của Tạp chí Marie Claire, giám khảo "Project Runway" và chuyên gia ngành công nghiệp thời trang.
- Rob Dyrdek – Doanh nhân.
- Giancarlo Stanton – Cầu thủ đội bóng chày Miami Marlins.

## Thí sinh tham gia
88 thí sinh đã tham gia cuộc thi Hoa hậu Hoàn vũ 2014:
| Quốc gia/Lãnh thổ        | Thí sinh                | Tuổi | Chiều cao           | Quê quán            |
| ------------------------ | ----------------------- | ---- | ------------------- | ------------------- |
| Albania                  | Zhaneta Byberi          | 19   | 5 ft 10 in (1,78 m) | Tirana              |
| Angola                   | Zuleica Wilson          | 21   | 5 ft 8 in (1,73 m)  | Cabinda             |
| Argentina                | Valentina Ferrer        | 23   | 5 ft 10 in (1,78 m) | Córdoba             |
| Aruba                    | Digene Zimmerman        | 21   | 5 ft 7 in (1,70 m)  | Oranjestad          |
| Úc                       | Tegan Martin            | 23   | 5 ft 10 in (1,78 m) | Newcastle           |
| Áo                       | Julia Furdea            | 20   | 5 ft 7 in (1,70 m)  | Viên                |
| Bahamas                  | Tomii Culmer            | 24   | 5 ft 11 in (1,80 m) | Nassau              |
| Bỉ                       | Anissa Blondin          | 22   | 5 ft 7 in (1,70 m)  | Brussels            |
| Bolivia                  | Claudia Tavel           | 25   | 5 ft 8 in (1,73 m)  | Santa Cruz          |
| Brazil                   | Melissa Gurgel          | 20   | 5 ft 5 in (1,65 m)  | Fortaleza           |
| Quần đảo Virgin (Anh)    | Jaynene Jno Lewis       | 26   | 5 ft 7 in (1,70 m)  | Tortola             |
| Bulgaria                 | Kristina Georgieva      | 23   | 5 ft 9 in (1,75 m)  | Sofia               |
| Canada                   | Chanel Beckenlehner     | 27   | 5 ft 8 in (1,73 m)  | Caledon             |
| Chile                    | Hellen Toncio           | 20   | 5 ft 8 in (1,73 m)  | Santiago            |
| Trung Quốc               | Karen Hu                | 24   | 5 ft 11 in (1,80 m) | Bắc Kinh            |
| Colombia                 | Paulina Vega            | 22   | 5 ft 9 in (1,75 m)  | Barranquilla        |
| Costa Rica               | Karina Ramos            | 21   | 5 ft 8 in (1,73 m)  | San José            |
| Croatia                  | Ivana Mišura            | 26   | 5 ft 7 in (1,70 m)  | Zagreb              |
| Curaçao                  | Laurien Angelista       | 27   | 5 ft 7 in (1,70 m)  | Willemstad          |
| Cộng hòa Séc             | Gabriela Franková       | 21   | 5 ft 7 in (1,70 m)  | Prague              |
| Cộng hòa Dominica        | Kimberly Castillo       | 26   | 5 ft 10 in (1,78 m) | Higüey              |
| Ecuador                  | Alejandra Argudo        | 22   | 5 ft 9 in (1,75 m)  | Portoviejo          |
| Ai Cập                   | Lara Debbana            | 21   | 5 ft 9 in (1,75 m)  | Cairo               |
| El Salvador              | Patricia Murillo        | 22   | 5 ft 6 in (1,68 m)  | San Salvador        |
| Ethiopia                 | Hiwot Mamo              | 24   | 5 ft 7 in (1,70 m)  | Addis Ababa         |
| Phần Lan                 | Bea Toivonen            | 22   | 5 ft 10 in (1,78 m) | Helsinki            |
| Pháp                     | Camille Cerf            | 20   | 5 ft 11 in (1,80 m) | Coulogne            |
| Gabon                    | Maggaly Nguema          | 22   | 5 ft 6 in (1,68 m)  | Libreville          |
| Georgia                  | Ana Zubashvili          | 22   | 5 ft 9 in (1,75 m)  | Tbilisi             |
| Đức                      | Josefin Donat           | 21   | 5 ft 6 in (1,68 m)  | Leipzig             |
| Ghana                    | Abena Appiah            | 21   | 5 ft 9 in (1,75 m)  | Accra               |
| Anh Quốc                 | Grace Levy              | 25   | 5 ft 11 in (1,80 m) | Luân Đôn            |
| Hy Lạp                   | Ismini Dafopoulou       | 26   | 5 ft 8 in (1,73 m)  | Athens              |
| Guam                     | Brittany Bell           | 27   | 5 ft 9 in (1,75 m)  | Barrigada           |
| Guatemala                | Ana Luisa Montufar      | 21   | 5 ft 8 in (1,73 m)  | Thành phố Guatemala |
| Guyana                   | Niketa Barker           | 24   | 5 ft 9 in (1,75 m)  | Georgetown          |
| Haiti                    | Christie Desir          | 25   | 5 ft 10 in (1,78 m) | Port-Au-Prince      |
| Honduras                 | Gabriela Ordoñez        | 21   | 5 ft 9 in (1,75 m)  | Comayagua           |
| Hungary                  | Henrietta Kalemen       | 21   | 5 ft 7 in (1,70 m)  | Budapest            |
| Ấn Độ                    | Noyonita Lodh           | 21   | 5 ft 6 in (1,68 m)  | Bangalore           |
| Indonesia                | Elvira Devinamira       | 21   | 5 ft 9 in (1,75 m)  | Surabaya            |
| Ireland                  | Lisa Madden             | 23   | 5 ft 9 in (1,75 m)  | Cork                |
| Israel                   | Doron Matalon           | 21   | 5 ft 9 in (1,75 m)  | Beit Aryeh-Ofarim   |
| Ý                        | Valentina Bonariva      | 25   | 5 ft 9 in (1,75 m)  | Milan               |
| Jamaica                  | Kaci Fennell            | 23   | 5 ft 9 in (1,75 m)  | Kingston            |
| Nhật Bản                 | Keiko Tsuji             | 21   | 5 ft 6 in (1,68 m)  | Nagasaki            |
| Kazakhstan               | Aiday Issayeva          | 25   | 5 ft 9 in (1,75 m)  | Almaty              |
| Kenya                    | Gaylyne Ayugi           | 21   | 5 ft 7 in (1,70 m)  | Nairobi             |
| Hàn Quốc                 | Yoo Ye-bin              | 22   | 5 ft 6 in (1,68 m)  | Daegu               |
| Kosovo                   | Artnesa Krasniqi        | 23   | 5 ft 8 in (1,73 m)  | Pristina            |
| Liban                    | Saly Greige             | 25   | 5 ft 7 in (1,70 m)  | Beirut              |
| Lithuania                | Patricija Belousova     | 19   | 5 ft 5 in (1,65 m)  | Vilnius             |
| Malaysia                 | Sabrina Beneett         | 24   | 5 ft 10 in (1,78 m) | Kuala Lumpur        |
| Mauritius                | Pallavi Gungaram        | 21   | 5 ft 6 in (1,68 m)  | Vacoas-Phoenix      |
| México                   | Josselyn Garciglia      | 24   | 5 ft 8 in (1,73 m)  | La Paz              |
| Myanmar                  | Sharr Htut Eaindra      | 20   | 5 ft 7 in (1,70 m)  | Yangon              |
| Hà Lan                   | Yasmin Verheijen        | 21   | 5 ft 10 in (1,78 m) | Amsterdam           |
| New Zealand              | Rachel Maree Millns     | 24   | 5 ft 11 in (1,80 m) | Wellington          |
| Nicaragua                | Marline Barberena       | 27   | 5 ft 6 in (1,68 m)  | Chichigalpa         |
| Nigeria                  | Queen Celestine         | 22   | 5 ft 10 in (1,78 m) | Lagos               |
| Na Uy                    | Elise Dalby             | 19   | 5 ft 11 in (1,80 m) | Hamar               |
| Panama                   | Yomatzy Hazlewood       | 23   | 5 ft 8 in (1,73 m)  | Thành phố Panama    |
| Paraguay                 | Sally Jara              | 21   | 5 ft 6 in (1,68 m)  | Asuncion            |
| Perú                     | Jimena Espinoza         | 26   | 6 ft 0 in (1,83 m)  | Lima                |
| Philippines              | Mary Jean Lastimosa     | 27   | 5 ft 7 in (1,70 m)  | Tulunan             |
| Ba Lan                   | Marcela Chmielowska     | 23   | 5 ft 9 in (1,75 m)  | Warsaw              |
| Bồ Đào Nha               | Patrícia Da Silva       | 25   | 5 ft 9 in (1,75 m)  | Lisbon              |
| Puerto Rico              | Gabriela Berrios        | 24   | 5 ft 9 in (1,75 m)  | San Juan            |
| Nga                      | Yulia Alipova           | 24   | 5 ft 10 in (1,78 m) | Moskva              |
| Serbia                   | Anđelka Tomašević       | 21   | 5 ft 7 in (1,70 m)  | Zubin Potok         |
| Singapore                | Rathi Menon             | 24   | 5 ft 8 in (1,73 m)  | Singapore           |
| Slovakia                 | Silvia Prochádzková     | 23   | 5 ft 10 in (1,78 m) | Bratislava          |
| Slovenia                 | Urška Bračko            | 21   | 5 ft 10 in (1,78 m) | Maribor             |
| Nam Phi                  | Ziphozakhe Zokufa       | 23   | 5 ft 8 in (1,73 m)  | Cape Town           |
| Tây Ban Nha              | Desirée Cordero         | 22   | 5 ft 9 in (1,75 m)  | Seville             |
| Sri Lanka                | Avanti Marianne         | 25   | 5 ft 10 in (1,78 m) | Colombo             |
| St. Lucia                | Roxanne Didier-Nicholas | 23   | 5 ft 7 in (1,70 m)  | Castries            |
| Thụy Điển                | Camilla Hansson         | 26   | 5 ft 8 in (1,73 m)  | Stockholm           |
| Thụy Sĩ                  | Zoé Metthez             | 21   | 5 ft 8 in (1,73 m)  | Zurich              |
| Tanzania                 | Nale Boniface           | 22   | 5 ft 6 in (1,68 m)  | Dodoma              |
| Thái Lan                 | Pimbongkod Chankaew     | 20   | 5 ft 11 in (1,80 m) | Băng Cốc            |
| Trinidad và Tobago       | Jevon King              | 26   | 5 ft 10 in (1,78 m) | Diego Martin        |
| Thổ Nhĩ Kỳ               | Dilan Çiçek Deniz       | 20   | 5 ft 10 in (1,78 m) | Istanbul            |
| Quần đảo Turks và Caicos | Shanice Williams        | 22   | 5 ft 9 in (1,75 m)  | Grand Turk Island   |
| Ukraine                  | Diana Harkusha          | 20   | 5 ft 9 in (1,75 m)  | Kharkiv             |
| Uruguay                  | Johana Riva             | 24   | 5 ft 10 in (1,78 m) | Montevideo          |
| Hoa Kỳ                   | Nia Sanchez             | 24   | 5 ft 8 in (1,73 m)  | Las Vegas           |
| Venezuela                | Migbelis Castellanos    | 19   | 5 ft 9 in (1,75 m)  | Cabimas             |

## Thông tin về các cuộc thi quốc gia

### Trở lại
| - Lần cuối tham gia vào năm 2005: - Kenya - Lần cuối tham gia vào năm 2011: - Ai Cập - Bồ Đào Nha | - Lần cuối tham gia vào năm 2012: - Albania - Georgia - Ireland - Kosovo - St. Lucia - Uruguay |

### Chỉ định
- Ethiopia – Hiwot Mamo được chỉ định làm "Hoa hậu Hoàn vũ Ethiopia 2014". Cô là Á hậu 1 trong cuộc thi Hoa hậu Thế giới Ethiopia 2014. Cô từng tham gia Hoa hậu Hòa bình Quốc tế 2014 và đoạt danh hiệu Á hậu 1 nhưng đã bị tước danh hiệu do tự ý tham gia cuộc thi Hoa hậu Hoàn vũ.
- Hy Lạp – Ismini Dafopoulou được chỉ định làm "Hoa hậu Hoàn vũ Hy Lạp 2014" sau khi một cuộc tuyển chọn đã diễn ra.
- Haiti – Christie Desir được chỉ định làm đại diện cho Haiti bởi Magali Febles, giám đốc quốc gia Hoa hậu Hoàn vũ ở Haiti.
- Ba Lan – Marcela Chmielowska được chỉ định làm "Hoa hậu Hoàn vũ Ba Lan 2014", do việc sắp xếp lại lịch tổ chức cuộc thi "Miss Polonia 2014" (Hoa hậu Ba Lan 2014) vào tháng 12 năm 2014. Trước đây cô là Á hậu 2 trong cuộc thi "Miss Polonia 2011" (Hoa hậu Ba Lan 2011).
- Thụy Sĩ – Zoé Metthez được chỉ định làm "Hoa hậu Hoàn vũ Thụy Sĩ 2014" bởi François Matthey, giám đốc quốc gia Hoa hậu Hoàn vũ ở Thụy Sĩ.

### Thay thế
- Bỉ – Laurence Langen đã được thay thế bởi Á hậu 1 cuộc thi Hoa hậu Bỉ 2014 Anissa Blondin, do cô có vấn đề với Tổ chức Hoa hậu Bỉ.
- Trung Quốc – Nora Xu đã từ chức danh hiệu của mình, tiếp tục công việc học tập thay vì tham gia cuộc thi. Cô được thay thế bởi Á hậu 1 là Yanliang Hu.
- Serbia – Anđelka Tomašević đã thay thế Arnela Zeković do  Arnela Zeković đã từ chức danh hiệu của mình vì lý do cá nhân.
- Nam Phi – Rolene Strauss được trao vương miện Hoa hậu Nam Phi 2014 và ban đầu cô dự định sẽ thi đấu ở cả Hoa hậu Thế giới 2014 và Hoa hậu Hoàn vũ 2014, nhưng sau khi cô được trao vương miện Hoa hậu Thế giới 2014, cô không thể tham dự cuộc thi. Ziphozakhe Zokufa là Á hậu 1 đã thay thế Strauss làm đại diện cho Nam Phi tại cuộc thi năm nay.
- Tanzania – Carolyne Bernard đã không thể tham gia cuộc thi sau khi bị chấn thương chân trong một tai nạn xe hơi. Cô được thay thế bởi Á hậu 1 Nale Boniface.
- Thái Lan – Weluree Ditsayabut ban đầu đại diện cho Thái Lan tham gia cuộc thi nhưng đã từ chức danh hiệu Hoa hậu Hoàn vũ Thái Lan 2014 vào ngày 9 tháng 6 năm 2014 sau khi kêu gọi những người ủng hộ Thủ tướng Thái Lan bị hành quyết. Á hậu 1 Pimbongkod Chankaew đã thay thế cô để đại diện cho Thái Lan trong cuộc thi.
- Ukraine – Anna Andres đã từ chức danh hiệu của mình vì lý do cá nhân. Á hậu 1 Diana Harkusha đã được chọn để đại diện cho Ukraine trong cuộc thi năm nay.

### Bỏ cuộc
- Azerbaijan
- Botswana
- Đan Mạch
- Estonia
- Namibia
- Romania

### Không tham gia
- Quần đảo Virgin (Mỹ) – Vào ngày 02 tháng 1, Hoa hậu Quần đảo Virgin (Mỹ) 2014, Angela Gabriel đã đến Florida để tham gia cuộc thi, nhưng cô bị chấn thương cánh tay và không tham gia thi đấu.
- Việt Nam – Cuộc thi Hoa hậu Hoàn vũ Việt Nam 2014 đã không thể diễn ra do không được cấp phép theo quy định của Cục Nghệ thuật Biểu diễn. Phạm Thị Hương, Á hậu 1 Hoa hậu Thể thao Thế giới 2014, Top 10 Hoa hậu Việt Nam 2014 được chọn tham gia nhưng do cô chưa đoạt bất kỳ danh hiệu sắc đẹp nào trong nước nên không thể tham dự. Về sau, Nguyễn Lâm Diễm Trang, Á hậu 2 cuộc thi Hoa hậu Việt Nam 2014 được chỉ định làm đại diện cho Việt Nam nhưng đã rút lui vào phút chót do thiếu thời gian chuẩn bị. Phiên bản tiếp theo của Hoa hậu Hoàn vũ Việt Nam sẽ dời lại đến tháng 10 năm 2015.

## Thông tin cuộc thi
Cuộc đàm phán giữa Bộ trưởng Bộ Du lịch bang Ceará, Brazil và Tổ chức Hoa hậu Hoàn vũ bắt đầu vào cuối tháng 9 năm 2013, khi giám đốc của tổ chức Hoa hậu Hoàn vũ (MUO) tới Fortaleza để bắt đầu cuộc đối thoại và sắp xếp các hoạt động của cuộc thi ở thành phố. Vào ngày 11 tháng 1 năm 2014, Bismarck Maia, Bộ trưởng Bộ Du lịch, công bố  thông tin mới nhất với tờ báo hàng đầu thị trường Fortaleza, Diário do Nordeste, xác nhận rằng sự kiện này sẽ được tổ chức tại Centro de Eventos do Ceará, ở thủ phủ của bang Ceará.
Vào ngày 27 tháng 3 năm 2014, Annette Cammer, giám đốc giấy phép quốc gia của Tổ chức Hoa hậu Hoàn vũ, đã trả lời câu hỏi qua thư điện tử về chỉ thị rằng cuộc thi Hoa hậu Hoàn vũ 2014 sẽ không được tổ chức tại thủ phủ Ceará như đã thông báo và công bố của chính quyền địa phương. Bốn thành phố khác của Brazil - Rio de Janeiro, Ribeirão Preto, Porto Alegre và Manaus đã được MUO xem xét thay thế.
Vào ngày 22 tháng 8 năm 2014, Donald Trump đã đăng lên Twitter rằng Miami và các thành phố khác đang "chiến đấu để tổ chức cuộc thi Hoa hậu Hoàn vũ" và rằng sẽ có thông báo sớm; đặc biệt đề cập đến thành phố Miami đã khiến nhiều người theo dõi cuộc thi tin rằng cuộc thi năm nay sẽ được tổ chức tại thành phố này của bang Florida kể từ lần gần nhất là vào năm 1997. Vào ngày 9 tháng 9 năm 2014, tờ Puerto Rican, El Nuevo Dia, và tờ El Nacional của Venezuela, từng in một bài báo nói rằng các thí sinh tham gia sẽ ở tại một khách sạn của Trump ở Miami; tiếp tục thúc đẩy tin đồn rằng cuộc thi sẽ được tổ chức tại Miami vào tháng 12.
Vào ngày 12 tháng 9 năm 2014, Luigi Boria, thị trưởng Doral, Florida thông báo qua Twitter rằng cuộc thi sẽ diễn ra tại Doral vào ngày 18 tháng 1 năm 2015, dẫn đến một số tranh cãi trong số những người hâm mộ. Điều này đã được xác nhận vào cuối tháng 9. Vì cuộc thi này đã tổ chức vào năm 2015 nên năm 2014 là năm đầu tiên trong lịch sử Hoa hậu Hoàn vũ mà cuộc thi không được tổ chức trong suốt một năm. Tuy nhiên, cuộc thi vẫn được gọi là Hoa hậu Hoàn vũ 2014.

## Thông tin bên lề
- Đây là lần thứ 2 nam MC Thomas Robert dẫn chương trình đêm chung kết, lần đầu là chung kết cuộc thi năm 2013.
- Chương trình đạt tỉ lệ raiting cao nhất trong 10 năm (7.6 triệu lượt xem).
- Sau cuộc thi, Paulina Vega và ông Trump đã có khẩu chiến vì những phát ngôn kì thị người Mỹ Latinh trong chiến dịch tranh cử tổng thống Mỹ của ông Trump. Sau đó, Donald Trump đã yêu cầu cô từ bỏ vương miện của mình nhưng cô không đồng ý.
- Lần đầu từ năm 2010 đến nay, Hoa hậu Philippines không lọt vào Top 5.